# Upplands Väsby (commune)
La commune d'Upplands Väsby est une commune suédoise du comté de Stockholm. Environ 47 180 personnes y vivent (2020). Son chef-lieu est Upplands Väsby.

## Géographie
La commune est située dans la partie sud de la région de l'Uppland, sur la rive orientale du lac Mälaren. 
Au sud, la commune borde la commune de Sollentuna, à l'ouest avec la commune de Järfälla et la commune d'Upplands-Bro, au nord avec la commune de Sigtuna et à l'est avec la commune de Vallentuna et la commune de Täby, toutes situées dans le comté de Stockholm.
La superficie de la commune est de 75,01 kilomètres carrés (au 1er janvier 2016).

## Population
| 1950  | 1955  | 1960  | 1965   | 1970   |
| ----- | ----- | ----- | ------ | ------ |
| 6 156 | 7 356 | 8 865 | 12 960 | 19 032 |

| 1975   | 1980   | 1985   | 1990   | 1995   |
| ------ | ------ | ------ | ------ | ------ |
| 28 810 | 31 961 | 33 912 | 35 963 | 36 277 |

| 2000   | 2005   | 2010   | 2015   | 2020   |
| ------ | ------ | ------ | ------ | ------ |
| 37 576 | 37 624 | 39 289 | 42 661 | 47 184 |

| 2024   | - | - | - | - |
| ------ | - | - | - | - |
| 50 323 | - | - | - | - |

## Subdivisions  administratives

### Quartiers

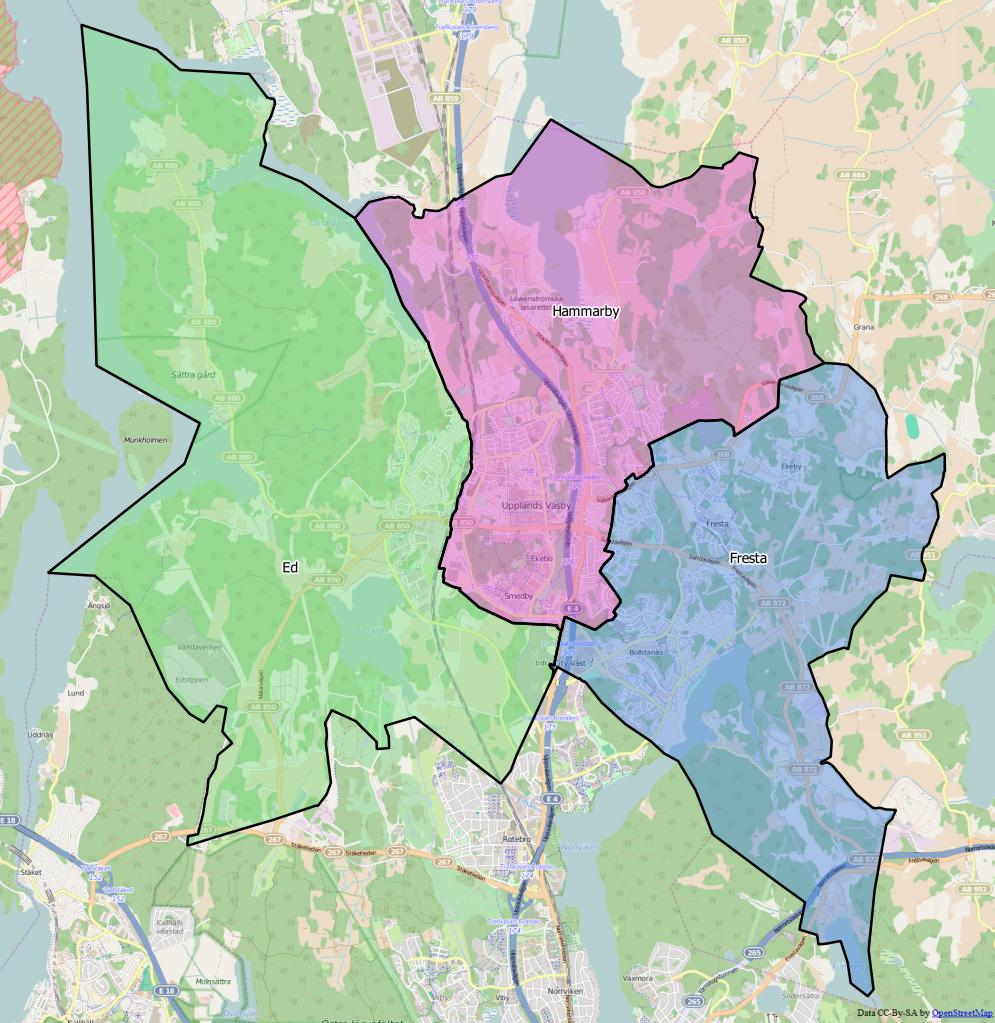
Quariers de la commune.

Depuis 2016, la commune est divisée en trois quartiers, qui correspondent aux anciennes paroisses : Ed, Fresta et Hammarby.

### Zones urbaines
En 2020, 98,5 % des habitants de la commune vivaient dans l'une des zones urbaines de la commune, ce qui était inférieur au chiffre correspondant pour le pays, où la moyenne était de 87,6 %.
Lors de la délimitation des agglomérations de Statistics Suède en 2020, il y avait trois agglomérations dans la municipalité de Väsby dans l'Uppland. 
La majorité de la zone bâtie de la municipalité se compose des zones urbaines de Sollentuna et d'Upplands Väsby, qui s'étendent sur cinq municipalités.
| Nr | Conurbation                   | Habitants (2020) | Réf.  |
| -- | ----------------------------- | ---------------- | ----- |
| 1  | Sollentuna och Upplands Väsby | 45 682           |       |
| 2  | Löwenströmska lasarettet      | 581              | [ 8 ] |
| 3  | Båtbyggartorp och harva       | 221              | [ 8 ] |

## Transport
Upplands Väsby est situé entre Stockholm et l'aéroport de Stockholm-Arlanda, et la ligne de Côte-Est traverse la municipalité. 
Les trains de banlieue de Stockholm relient Upplands Väsby à l'aéroport de Stockholm-Arlanda, Uppsala, la gare centrale de Stockholm et Älvsjö.
Du nord au sud, la commune est traversée par la route européenne 4.
Au centre de la commune, la route comtale 268 part de la route européenne vers l'est. 
La route comtale 265 traverse le volet sud-est de la municipalité, Frestavägen, relie la partie orientale de la zone urbaine de Väsby d'Uppland à la route comtale 265. 
En conséquence, Mälarvägen est une entrée dans la zone urbaine de Väsby par l'ouest.

## Galerie

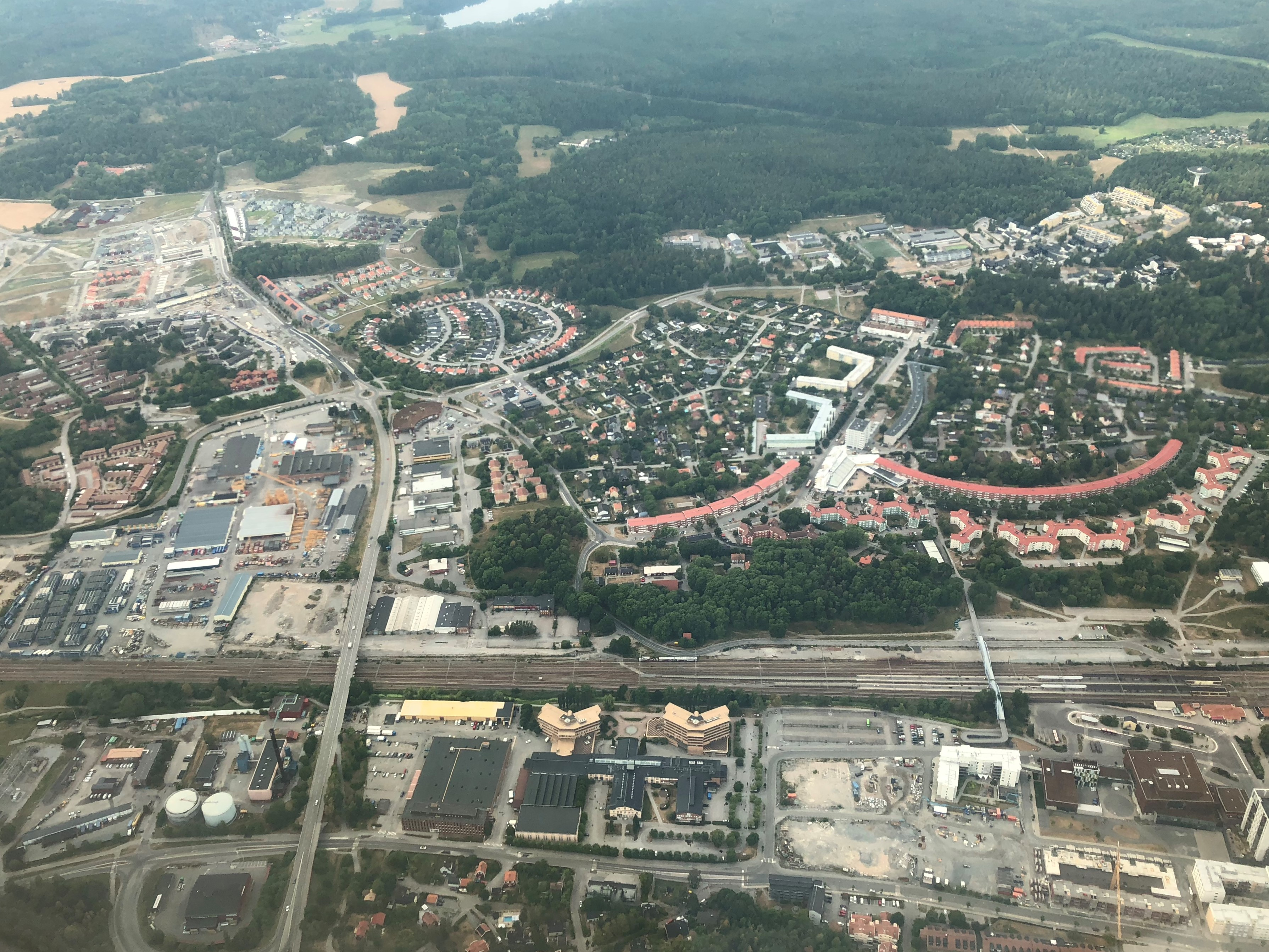
Runby et Väsby.
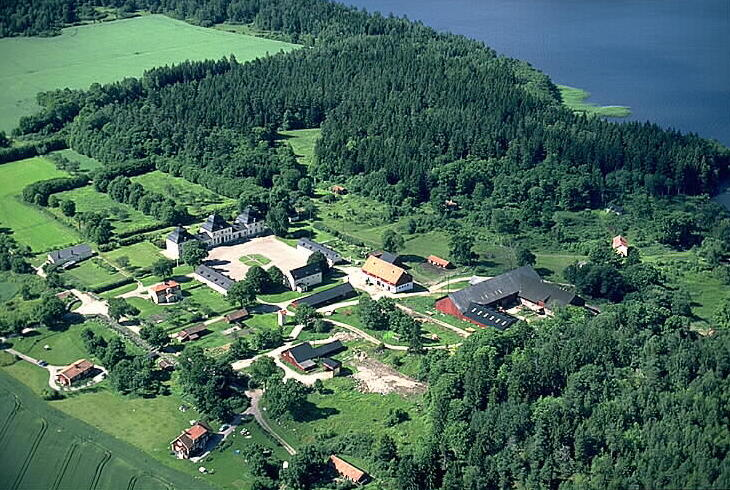
Runsa.
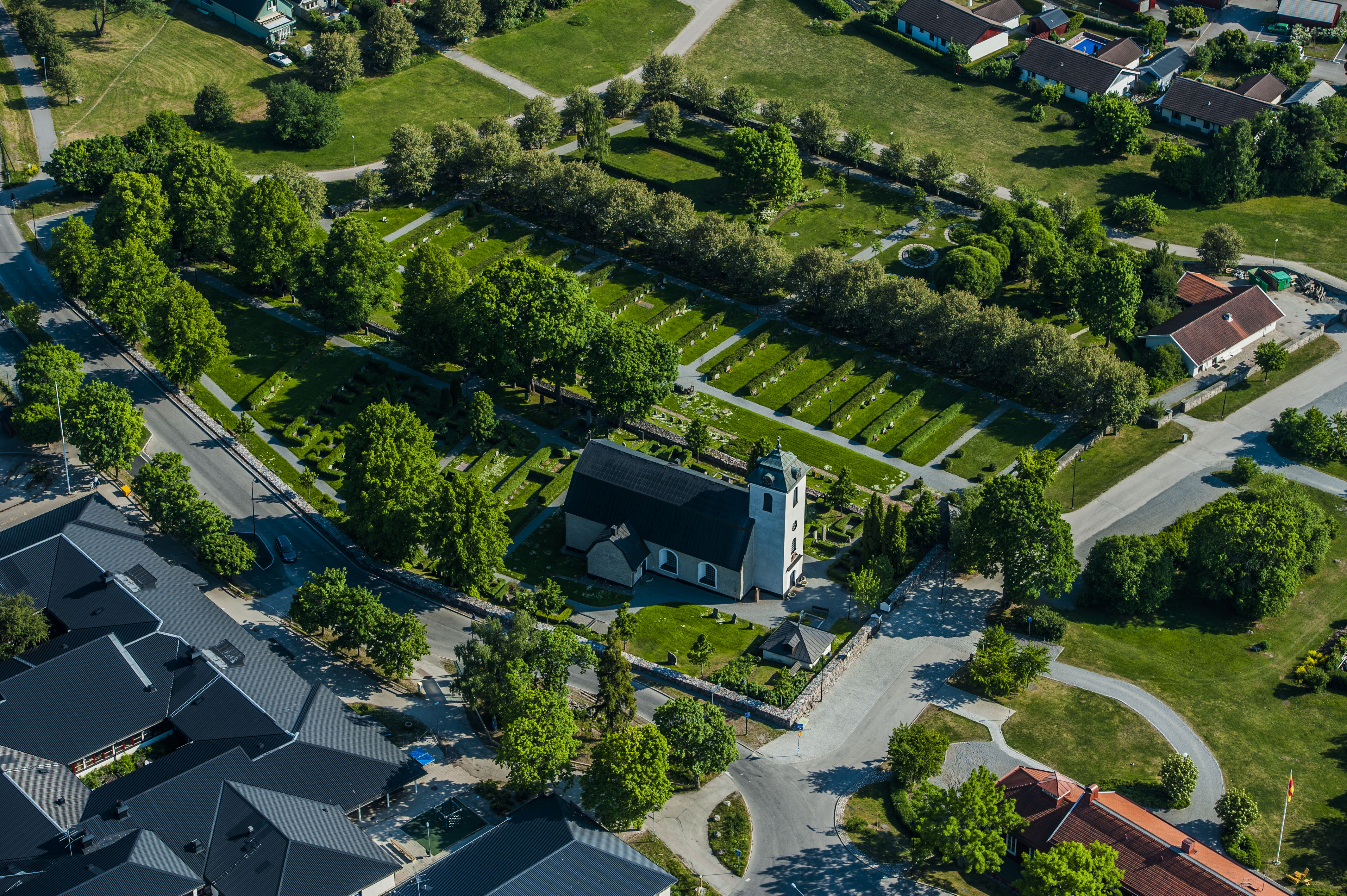
Fresta.

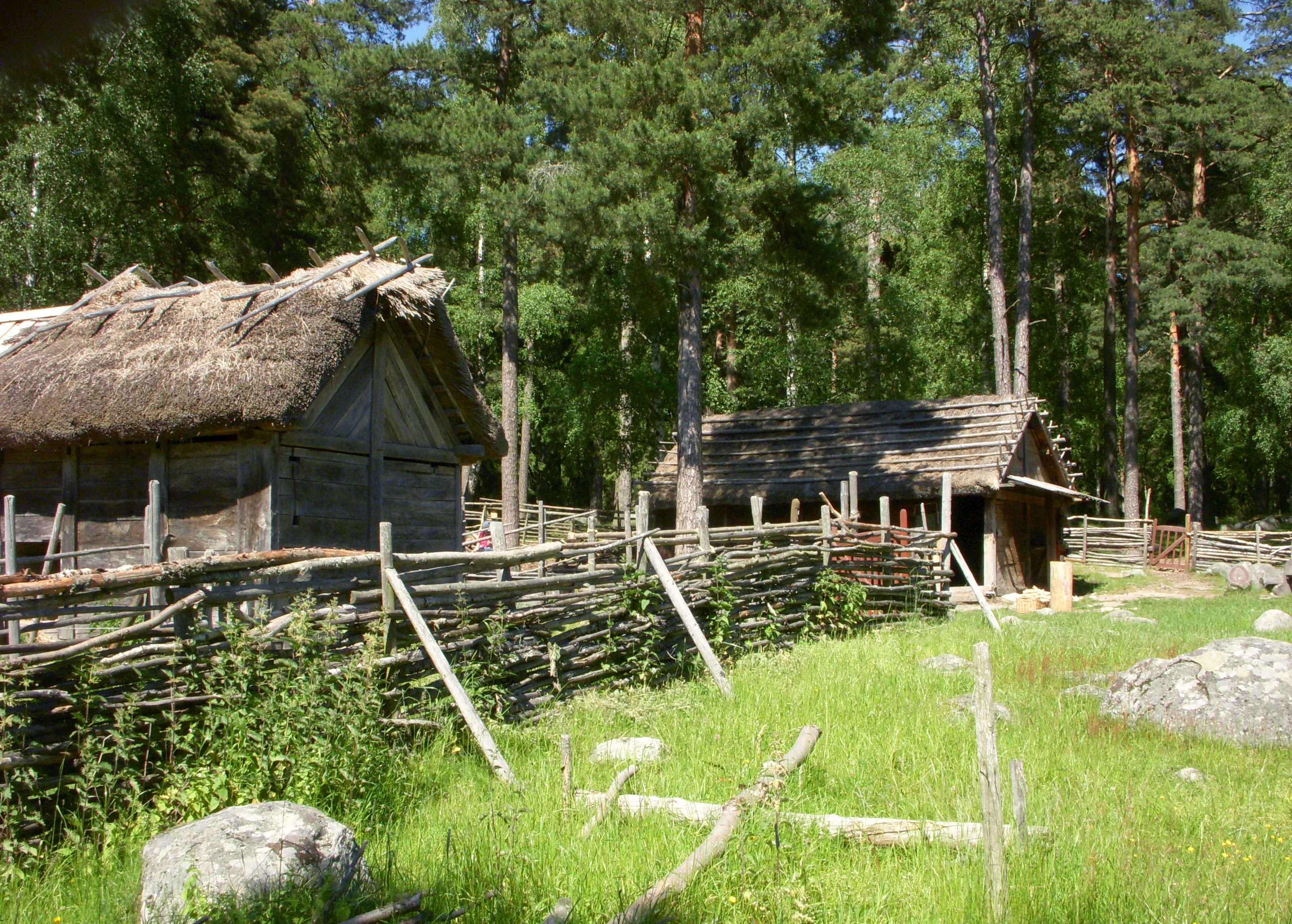
Gunnes gård
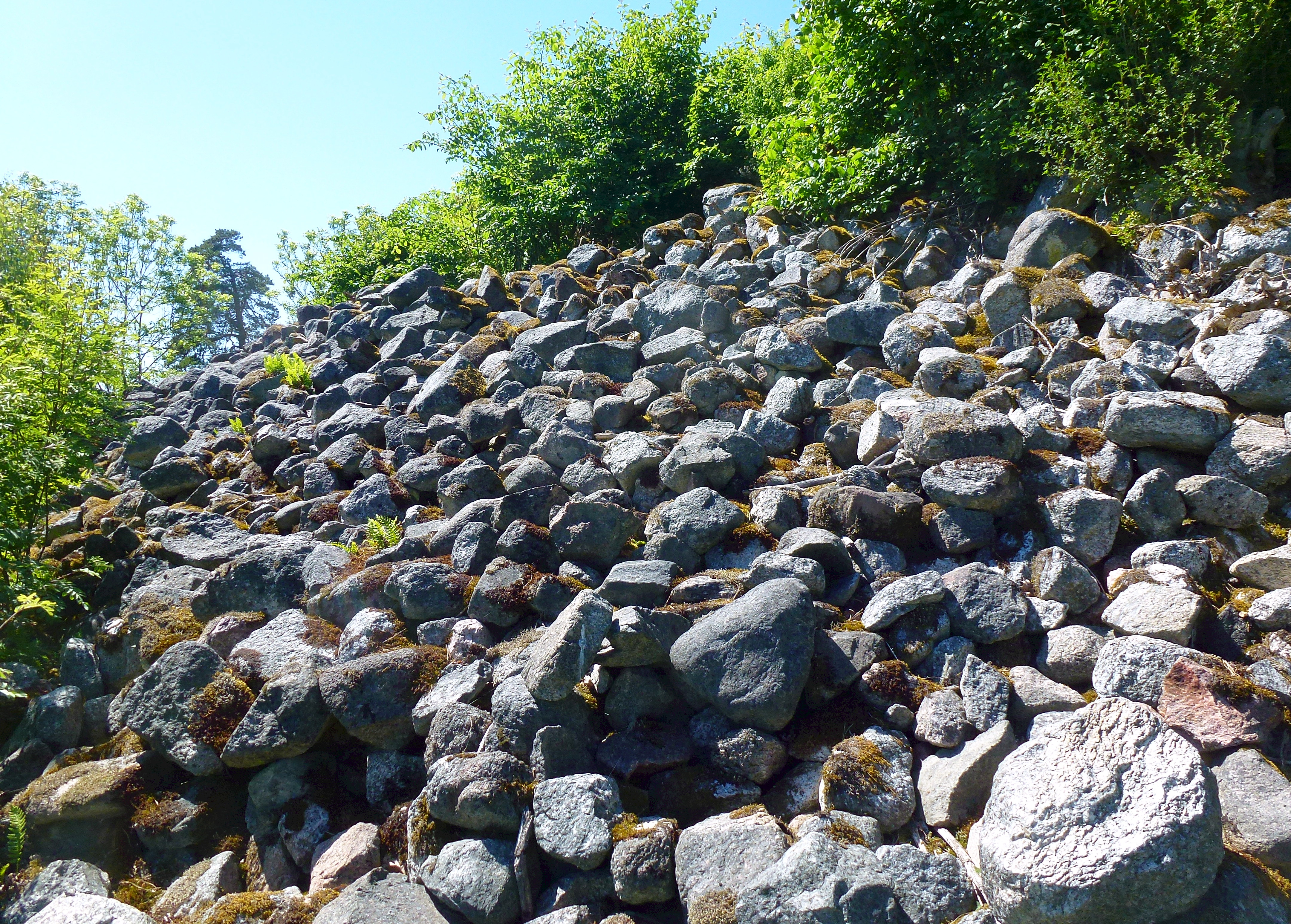
Runsa fornborg
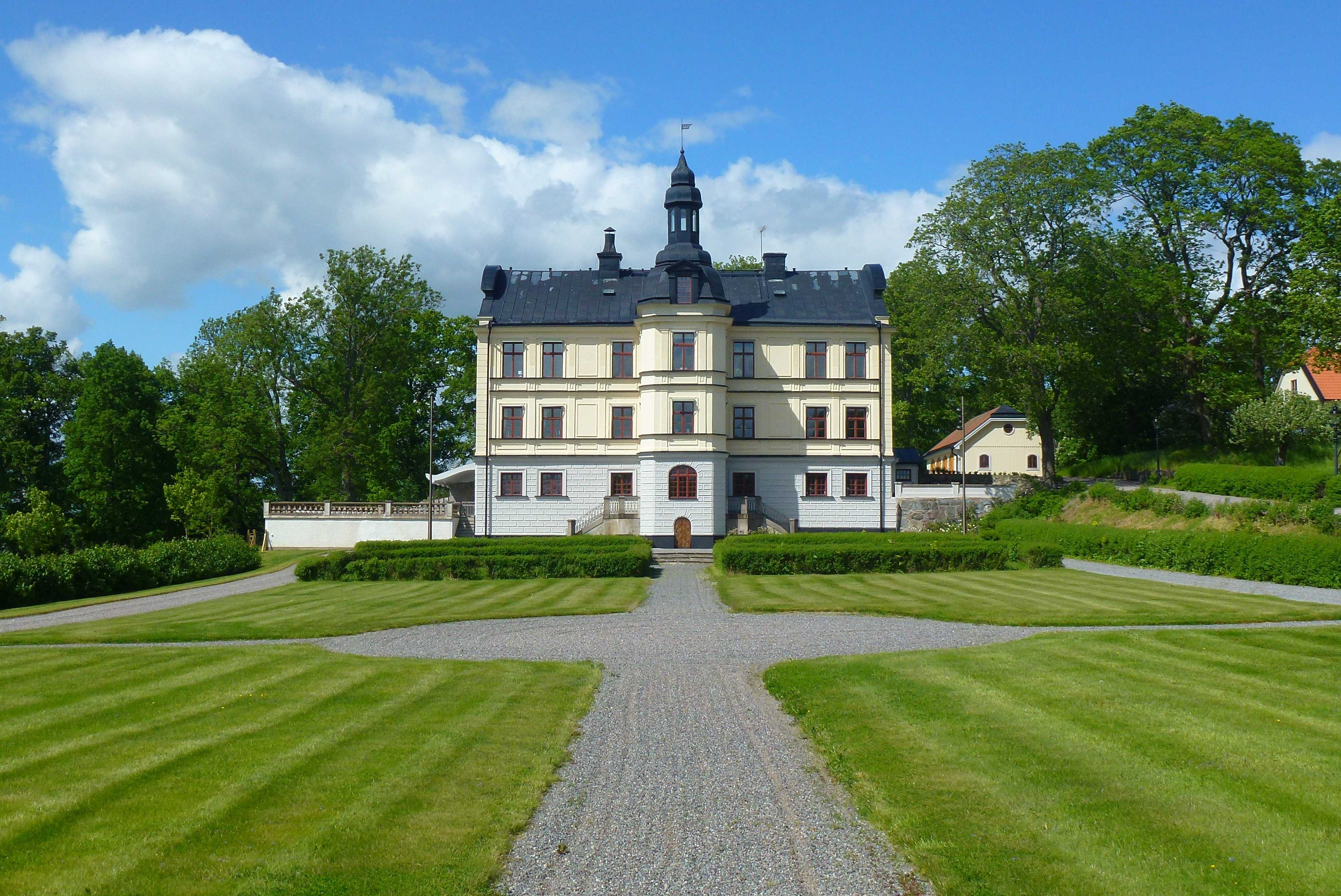
Torsåker slott